# 代尔塞
代尔塞（法語：Dercé，法語發音：[dɛʁse]）是法国新阿基坦大区维埃纳省的一个市镇，属于沙泰勒罗区。

## 地理
代尔塞（46°56'29"N, 0°13'3"E）面积12.28 平方千米，位于法国新阿基坦大区维埃纳省，该省份为法国中西部省份，北起曼恩-卢瓦尔省和安德尔-卢瓦尔省，西接德塞夫勒省，南至夏朗德省，东南接上维埃纳省，东临安德尔省。
与代尔塞接壤的市镇（或旧市镇、城区）包括：盖讷、莫莱、蒙叙盖讷、尼埃伊苏费、普兰赛。

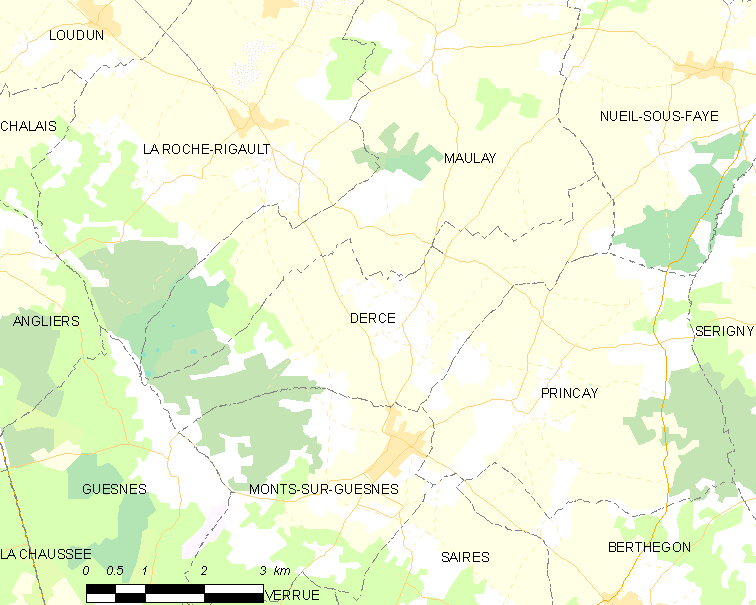
代尔塞的OSM定位图

代尔塞的时区为UTC+01:00、UTC+02:00（夏令时）。

## 行政
代尔塞的邮政编码为86420，INSEE市镇编码为86093。

## 政治
代尔塞所属的省级选区为卢丹县。

## 人口

1962-2008年间代尔塞人口变化图示

代尔塞于2022年1月1日时的人口数量为163人。